# Castello di Winchcombe
Il castello di Winchcombe (in inglese Winchcombe Castle) è stato un maniero a Winchcombe, contea Gloucestershire, Inghilterra del sud ovest.

## Storia
Il castello venne edificato nel XII secolo, tra il 1140 e il 1144 a nord-est di Winchcombe, allora una regione interessata da pesanti conflitti nel periodo dell'Anarchia. Il castello fu costruito da Roger Fitzmiles II conte di Hereford, un sostenitore dell'imperatrice Matilde d'Inghilterra, ma fu attaccato poco dopo la sua costruzione dalle forze fedeli a Stefano d'Inghilterra e distrutto. Non venne più ricostruito.

## Descrizione
Il castello si trovava in posizione elevata su una piccola altura a nord-est di Winchcombe e non si hanno precise informazioni sulla sua struttura.